# مردی که دریانورد شد
مردی که دریانورد شد (انگلیسی: A Sailor-Made Man) یک فیلم کمدی صامت آمریکایی به کارگردانی فرد سی. نیومیر است که در سال ۱۹۲۱ منتشر شد. از بازیگران آن می‌توان به هارولد لوید، میلدرد دیویس، چارلز استیونسون، دیک ساترلند، والاس هاو و نوآ یانگ اشاره کرد.